# Systropha villosa
Systropha villosa är en biart som beskrevs av Ebmer 1978. Systropha villosa ingår i släktet Systropha och familjen vägbin. Inga underarter finns listade i Catalogue of Life.